# Małgorzata Sugiera
Małgorzata Sugiera (ur. 24 listopada 1958 w Łosicach) – polska historyk technonauki XIX i XX wieku, dr hab. nauk humanistycznych, profesor i kierownik Katedry Performatyki Wydziału Polonistyki Uniwersytetu Jagiellońskiego, pisarka, tłumaczka, teatrolog, performatyk.

## Życiorys
Małgorzata Sugiera urodziła się 24 listopada 1958 w Łosicach w województwie mazowieckim, w rodzinie Henryka Sugiery i Genowefy z Domańskich. W 1977 ukończyła Liceum Ogólnokształcące im. B. Prusa w Siedlcach, uzyskując świadectwo dojrzałości. Następnie studiowała polonistykę na Uniwersytecie Jagiellońskim. W 1981 uzyskała magisterium i podjęła pracę w Zakładzie Teatru Instytutu Filologii Polskiej Uniwersytetu Jagiellońskiego. W 1988 obroniła pracę doktorską na podstawie rozprawy Między tradycją i awangardą. Teatr Jerzego Grzegorzewskiego. 26 maja 1997 habilitowała się na podstawie pracy zatytułowanej Dramaturgia Sławomira Mrożka (książka ta rok wcześniej została wyróżniona nagrodą Krakowska Książka Miesiąca). 2 czerwca 2000 nadano jej tytuł profesora w zakresie nauk humanistycznych. Została zatrudniona na stanowisku profesora zwyczajnego w Katedrze Dramatu na Wydziale Polonistyki Uniwersytetu Jagiellońskiego.
Jest profesorem i kierownikiem Katedry Performatyki Wydziału Polonistyki Uniwersytetu Jagiellońskiego.
Publikacje i rozprawy naukowe ogłaszała m.in. w „Dialogu”, „Pamiętniku Literackim”, „Ruchu Literackim”, „Didaskaliach”. W latach dziewięćdziesiątych rozpoczęła publikować przekłady prac z zakresu wiedzy o teatrze i dramacie oraz tekstów dramatów z języków angielskiego, niemieckiego i francuskiego. W 1999 otrzymała Nagrodę Jabłonowskiego (Jablonowski-Preis) przyznaną przez Towarzystwo Naukowe Jabłonowskich (Jablonowskische Gesellschaft der Wissenschaften zu Leipzig). W latach 2008–2010 wchodziła w skład kapituły Gdyńskiej Nagrody Dramaturgicznej (w 2009 była jej przewodniczącą). W 2010 pełniła funkcję tutora w Instytucie Badań Interdyscyplinarnych „Artes Liberales” Uniwersytetu Warszawskiego. W 2012 została ekspertem panelu SH5 European Research Council (ERC) w Brukseli i Review Panel of the European Cooperation in Science and Technology (COST).